# Municipio de Lemon (Ohio)
El municipio de Lemon (en inglés: Lemon Township) es un municipio ubicado en el condado de Butler en el estado estadounidense de Ohio. En el año 2010 tenía una población de 13875 habitantes y una densidad poblacional de 349,09 personas por km².

## Geografía
El municipio de Lemon se encuentra ubicado en las coordenadas 39°26′52″N 84°23′38″O / 39.44778, -84.39389. Según la Oficina del Censo de los Estados Unidos, el municipio tiene una superficie total de 39.75 km², de la cual 38.76 km² corresponden a tierra firme y (2.48%) 0.99 km² es agua.

## Demografía
Según el censo de 2010, había 13875 personas residiendo en el municipio de Lemon. La densidad de población era de 349,09 hab./km². De los 13875 habitantes, el municipio de Lemon estaba compuesto por el 91.72% blancos, el 3.63% eran afroamericanos, el 0.22% eran amerindios, el 1.43% eran asiáticos, el 0.01% eran isleños del Pacífico, el 1.59% eran de otras razas y el 1.41% pertenecían a dos o más razas. Del total de la población el 3.35% eran hispanos o latinos de cualquier raza.